# Onverhitte geperste kaas
Onverhitte geperste kaas is kaas waarvan de gestremde melk absoluut niet verhit wordt (rauwmelks), maar uitsluitend geperst.
Na het stremmen wordt de wrongel in een vorm gegoten, die vervolgens wordt geperst om zo veel mogelijk wei te verwijderen. Vervolgens wordt de kaas opgelegd en verder, met uitzondering van keren, met rust gelaten om te rijpen.